# Švara
Švara je priimek več znanih Slovencev:
- Astrid Švara, geologinja, fizična geografinja, krasoslovka
- Boris Švara (*1933), dirigent
- Damjan Švara (*1967), kipar, kamnosek
- Danila Švara (*1950), baletna plesalka in koreografinja
- Danilo Švara (1902—1981), dr. državnopolitičnih ved, skladatelj in dirigent, profesor AG, operni direktor
- Darko Švara (1900—1940), pianist
- Deziderij Švara (1934—2020), slikar
- Dušan Švara - Dule (1918—2005), partizanski poveljnik, generalpodpolkovnik JLA
- Erika Švara Fabjan, strok. za organske gradbene materiale
- (Ivan) Ernest Švara (1897—1989), pedagog, dirigent, skladatelj in zborovodja
- Franc Švara (1874—1939), duhovnik in prosvetni delavec
- Igor Švara (*1947), dirigent, pianist
- Manca Švara (*1981), jungovska analitična psihoterapevtka, mag. umetnosti
- Nadja Švara (*1967), zamejska pesnica, literatka
- Sergio Švara (*1939), sociolog-metodolog
- Vinko Švara (1914—1937), organist in zborovodja
- Vladimir Švara (1907—2005), glasbenik, zborovodja